# Storhertugdømmet Posen
Storhertugdømmet Posen (tysk: Großherzogtum Posen; polsk: Wielkie Księstwo Poznańskie) var en del af Kongeriget Preussen, skabt af territorier annekteret af Preussen efter Polens tre delinger og formelt etableret efter Napoleonskrigene i 1815. Ifølge aftaler fra Wienerkongressen skulle det have en vis autonomi, men i virkeligheden var det underordnet Preussen, og de proklamerede rettigheder for polske undersåtter blev ikke implementeret. Den 9. februar 1849 omdøbte den preussiske administration storhertugdømmet til provinsen Posen. Dets tidligere navn blev senere uofficielt brugt til at betegne territoriet, især af polakker, og bruges i dag af moderne historikere til at henvise til forskellige politiske enheder indtil 1918. Dens hovedstad var Posen (polsk: Poznań).

## Historie

### Baggrund
Oprindeligt en del af Den polsk-litauiske realunion, dette område faldt stort set sammen med Storpolen. De østlige dele af territoriet blev taget af kongeriget Preussen under Polens deling; under den første deling (1772) tog Preussen kun Netze-distriktet, delen langs floden Noteć (tysk: Netze). Preussen tilføjede resten under den anden deling i 1793. Preussen mistede kort kontrollen under den Storpolske opstand i 1794.
Det blev oprindeligt administreret som provinsen Sydpreussen. Polakkerne var Napoleon Bonapartes primære allierede i Centraleuropa, deltog i det Opstanden i Storpolen (1806) og leverede tropper til hans felttog. Efter Preussens nederlag af Napoleon-Frankrig blev hertugdømmet Warszawa oprettet ved Tilsit-traktaten i 1807.

### Den Storpolske opstand i 1846
Før 1848 intensiveredes undertrykkelsen i Storhertugdømmet, censuren blev styrket, bosættere af tysk etnicitet blev hentet ind. Der blev holdt store patriotiske demonstrationer til minde om Antoni Babiński, et medlem af det polske demokratiske samfund. Han var blevet såret af et skud, da preussiske gendarmer forsøgte at arrestere ham, og indledte et slagsmål med ham. Babiński blev fanget, dømt til døden og henrettet i Poznań. Hans offentlige henrettelse i februar 1847 var ledsaget af offentlig sorg; Tøj gennemvædet i hans blod blev distribueret som nationale relikvierog der blev holdt store bønnemøder til hans minde, ofte imod ordre fra Preussen. Medlemmer af sådanne forsamlinger blev forfulgt af politiet. Samtidig voksede den nationale selvbevidsthed blandt landbefolkningen af både polsk og tysk etnicitet. Hvor to tredjedele af den befolkningen i storhertugdømmet  blev identificeret som etnisk polsk (hovedsageligt  i centrum, syd og øst), mens en tredjedel regnede sig for at være af tysk etnicitet. Anti-preussisk stemning voksede som reaktion på tyskernes politik og undertrykkelse fra de preussiske myndigheders side. Konspirationsorganisationen Związek Plebejuszy, der blev ledet af boghandleren Walenty Stefański, digteren Ryszard Berwiński og advokat Jakub Krauthofer-Krotowski fand god grund for sit virke.

### Frankfurterparlamentet af 1848 og hertugdømmet
Under revolutionerne i 1848 forsøgte Frankfurterparlamentet at opdele storhertugdømmet i to dele: provinsen Posen, som ville være blevet annekteret til en kommende  forenet Tyskland, og provinsen Gniezno, som ville have forblevet uden for Tyskland, men på grund af de polske parlamentarikeres protest mislykkedes disse planer, og storhertugdømmets integritet blev bevaret. Den 9. februar 1849 omdøbte den preussiske administration dog efter en række brudte forsikringer storhertugdømmet til Provinsen Posen. Ikke desto mindre forblev territoriet formelt uden for Tyskland indtil opløsningen af Det Tyske Forbund og oprettelsen af Det nordtyske forbund så sent som 1866, mens de preussiske konger indtil Wilhelm 2. af Tyskland havde stadig titlen "storhertug af Posen" indtil 1918.

## Areal og befolkning
Området var 28.951 km2 og indeholdt de fleste af områderne i den historiske provins Storpolen, som omfattede de vestlige dele af hertugdømmet Warszawa (afdelingerne Poznań, Bydgoszcz, delvist Kalisz ), der blev afstået til Preussen ifølge Wienerkongressen (1815) med en international garanti for selvadministration og fri udvikling af den polske nation.
Befolkning:
- 900.000 (1815)
- 1.350.000 (1849)
- 2.100.000 (1910)

Da der i første halvdel af det 19. århundrede ikke var nogen folketælling eller andre statistikker, der også registrerede den etniske identitet af indbyggerne i storhertugdømmet  kan dets etniske sammensætning kun findes ud fra dets religiøse sammensætning, der dengang blev registreret i folketællingen.  Baseret på de religiøse data blev det anslået, at etniske polakker i 1815 udgjorde omkring 657.000 personer (eller 73% af den samlede befolkning), mens etniske tyskere var 225.000 (25%) og 18.000 (eller 2%) var af jiddisch kultur.  I 1819 var  af befolkningen etniske polakker 77%, etniske tyskere 17,5% og jøder 5,5%.